# Provinz Carhuaz
Die Provinz Carhuaz ist eine von 20 Provinzen der Verwaltungsregion Ancash in Peru. In dem 803,95 km² großen Gebiet lebten im Jahre 2017 45.184 Menschen. Im Jahr 1993 lag die Einwohnerzahl bei 39.721, im Jahr 2007 bei 43.902. Verwaltungssitz ist der gleichnamige Ort Carhuaz.

## Geographische Lage
Die Provinz Carhuaz erstreckt sich über einen etwa 20 km langen Abschnitt des Hochtals Callejón de Huaylas zwischen dem Gebirgskamm der Cordillera Negra im Westen und der vergletscherten Cordillera Blanca im Osten. Der Fluss Río Santa durchfließt die Provinz in nördlicher Richtung. Die Provinz Carhuaz grenzt im Osten an die Provinzen Asunción und Huari, im Süden an die Provinz Huaraz sowie im Westen und Norden an die Provinz Yungay. 

## Verwaltungsgliederung
Die Provinz Carhuaz ist in die folgenden elf Distrikte (distritos) aufgeteilt. Der Distrikt Carhuaz ist Sitz der Provinzverwaltung.
| Distrikt          | Verwaltungssitz   |
| ----------------- | ----------------- |
| Acopampa          | Acopampa          |
| Amashca           | Amashca           |
| Anta              | Anta              |
| Ataquero          | Carhuac           |
| Carhuaz           | Carhuaz           |
| Marcará           | Marcará           |
| Pariahuanca       | Pariahuanca       |
| San Miguel de Aco | San Miguel de Aco |
| Shilla            | Shilla            |
| Tinco             | Tinco             |
| Yungar            | Yungar            |